# Heideringelrups
De heideringelrups (Malacosoma castrense) is een kleine, vrij korte nachtvlinder behorende tot de familie van de spinners (Lasiocampidae). De wetenschappelijke naam van de soort is, als Phalaena castrensis, in 1758 door Linnaeus in de tiende editie van Systema naturae gepubliceerd.

## Beschrijving
De voorvleugellengte van het mannetje ligt tussen de 13 en 16 millimeter, bij het vrouwtje tussen de 17 en 21 millimeter.

## Vliegtijd
De vliegtijd is juni tot en met augustus.

## Waardplanten
Waardplanten van de rupsen zijn lage struiken, onder andere eenstijlige meidoorn, en kruiden zoals struikheide, rolklaver, kleine pimpernel en (bij voorkeur) cipreswolfsmelk. De vlinder neemt geen voedsel meer op en leeft dus maar kort.

## Voorkomen
In Nederland en België is de soort zeldzaam en komt slechts lokaal voor, in Nederland vooral op de Veluwe, Drenthe, Texel en Terschelling.

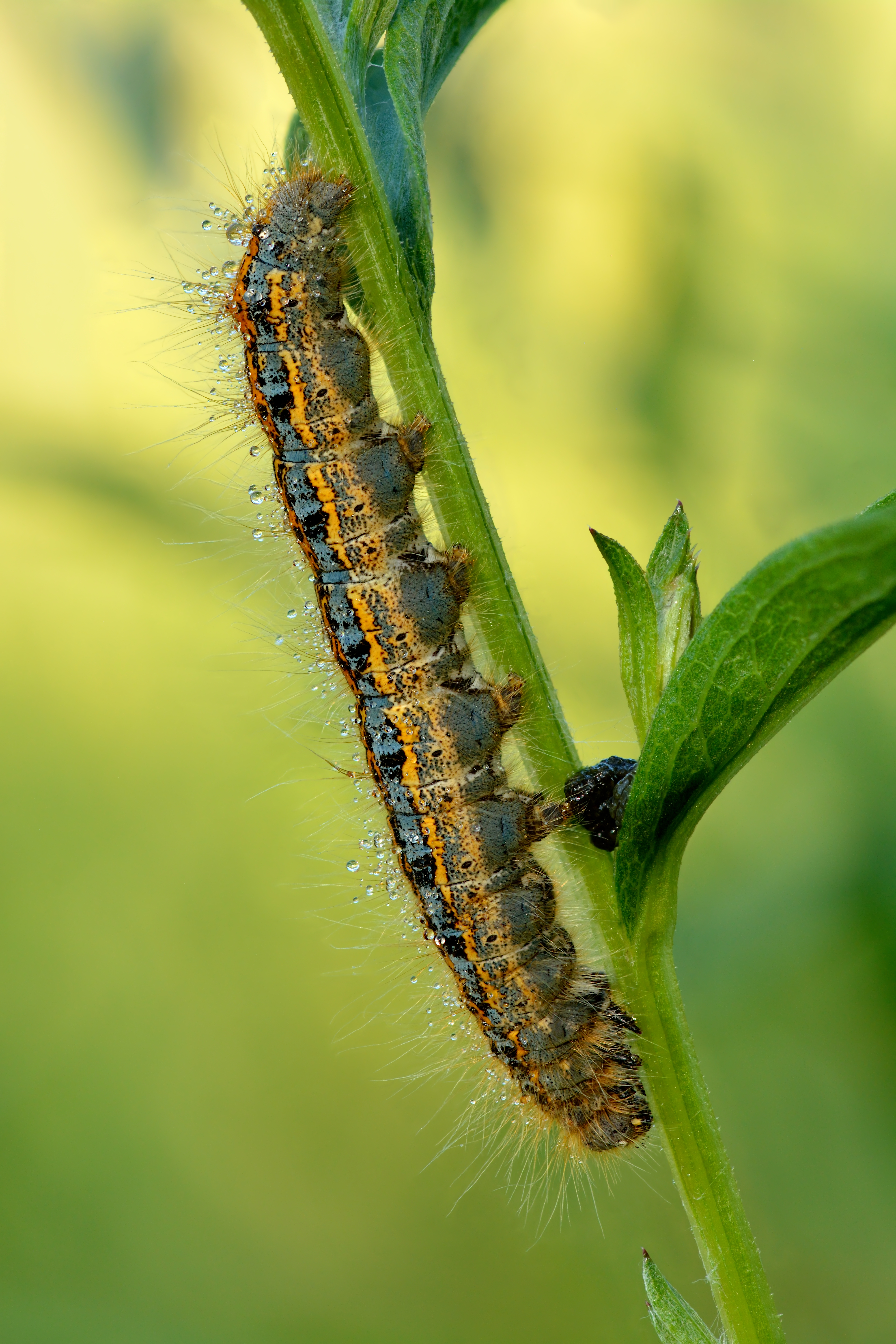
Rups
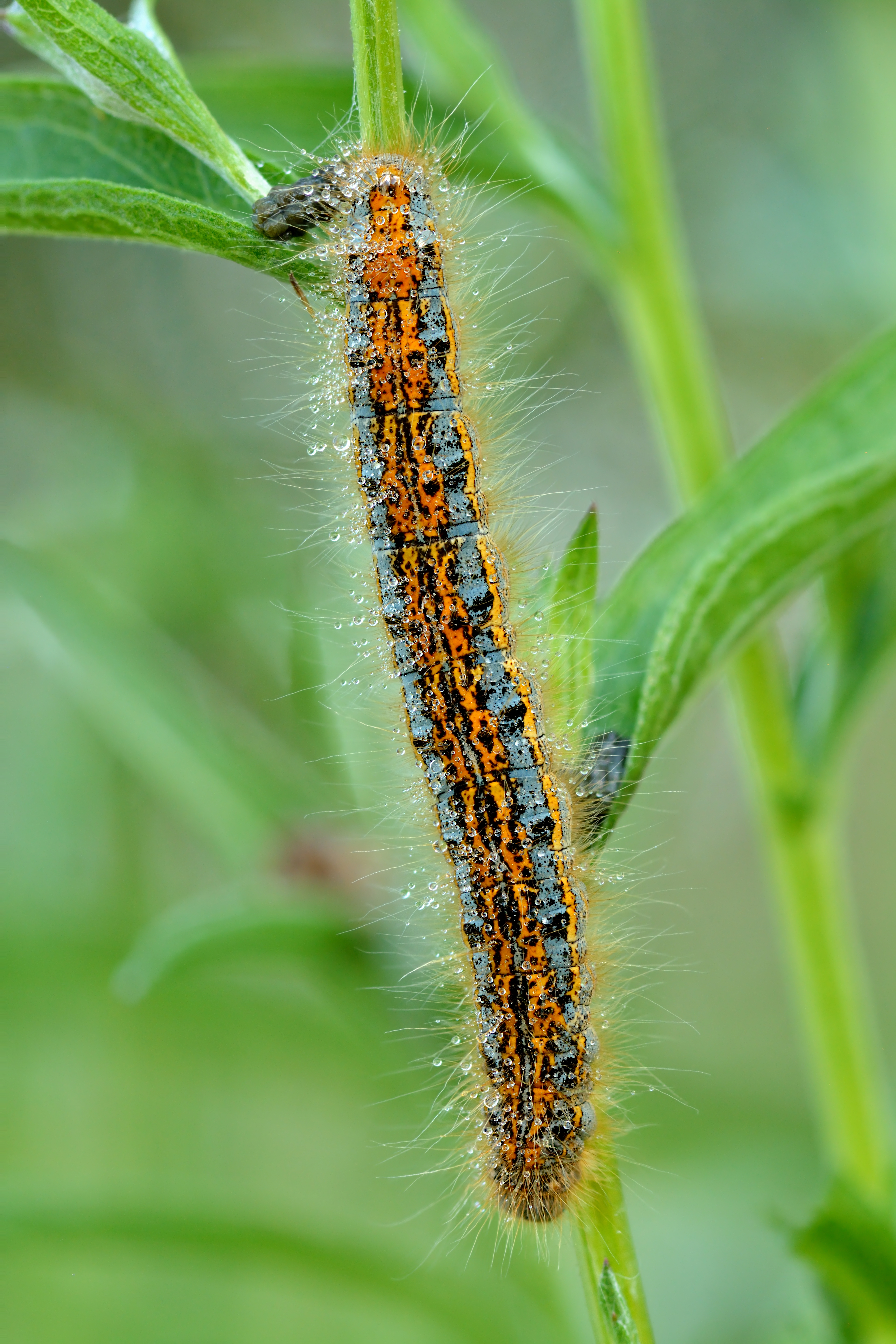
Rups
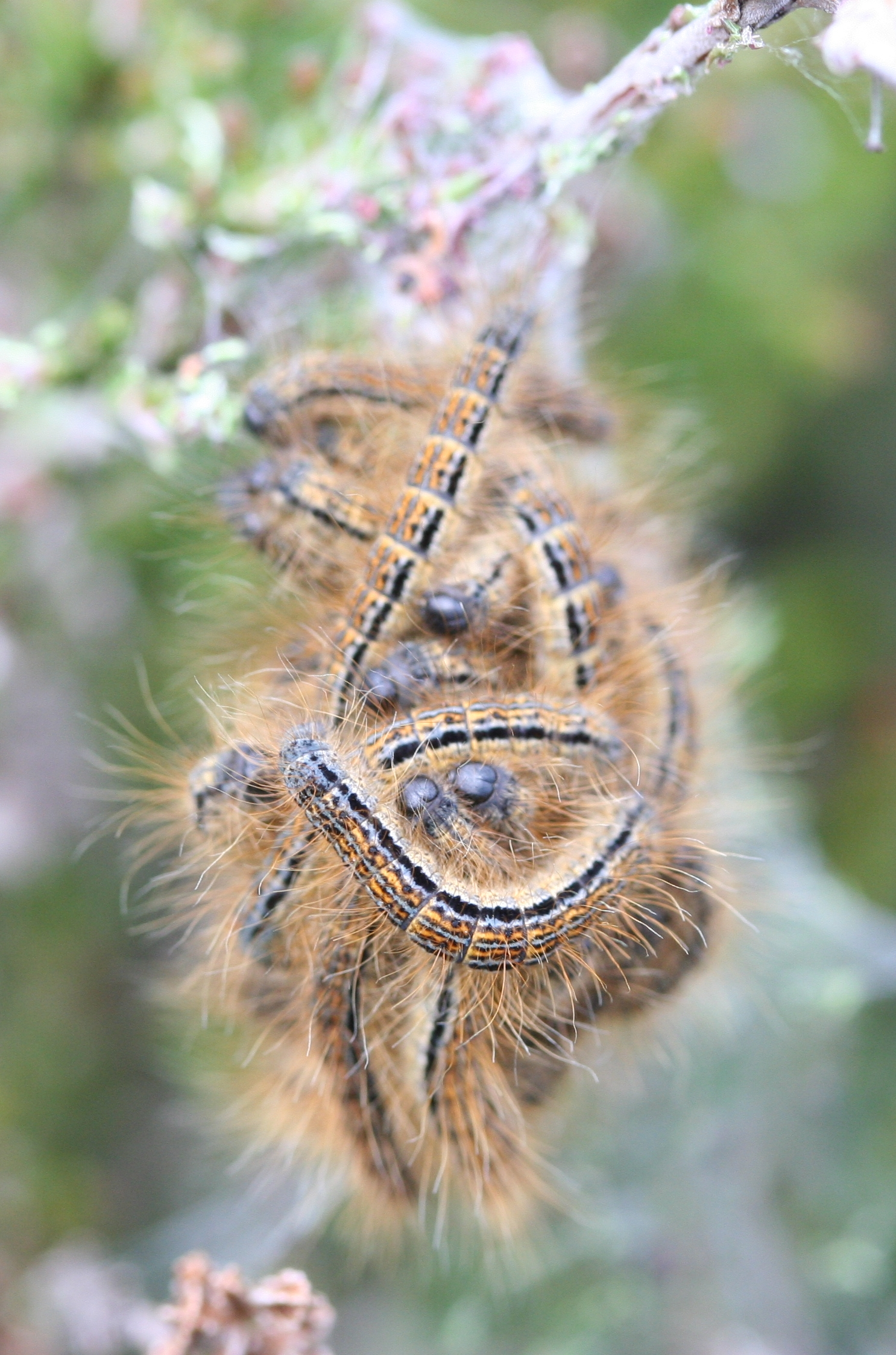
Rupsennest